# زندگی روزمره ما
«زندگی روزمره ما» (بوسنیایی: Naša svakodnevna priča) فیلمی بوسنیایی در سبک درام است که در سال ۲۰۱۵ منتشر شد.